# Lawrence Kohlberg
Lawrence Kohlberg (ur. 25 października 1927 w Bronxville, zm. 15 kwietnia 1987) – amerykański psycholog.
Skonstruował teorię moralnego rozwoju dziecka. Teoria Kohlberga ujmuje w rozwój moralny trzy poziomy, z których każdy obejmuje dwa stadia rozwoju moralnego dziecka. Rezultatem końcowym jest ukształtowanie człowieka dojrzałego z klarownym poczuciem dobra i sprawiedliwości. Zgodnie z logiką rozwoju poznawczego żadnego ze stadiów nie można przeskoczyć. Nie wszyscy też osiągają najwyższe stadium. Większa część dorosłych dochodzi tylko do poziomu konwencjonalnego.

## Stadia rozwoju rozumowania moralnego według Kohlberga
- Poziom I – przedkonwencjonalny. Dziecko kieruje się chceniem, tym, co dla niego przyjemne i przykre.
  - Stadium 1 – orientacja posłuszeństwa i kary (egocentryzm). Reguły przestrzega się tylko po to, by unikać kary. Tylko skutki czynności określają, czy jest ona dobra czy zła. Punkt widzenia i interesy innych nie są brane pod uwagę.
  - Stadium 2 – orientacja naiwnie egoistyczna (relatywizm moralny). Działanie dobre to działanie, które ma na celu dobro własne, a nie innych. Potrzeby innych są brane pod uwagę, jeśli rezultat ich działania jest korzystny dla własnego dobra.
- Poziom II – konwencjonalny. Jednostka zaczyna orientować się w obowiązującej konwencji społecznych, dopasowuje swoje działania do konwencji tak aby uzyskać nagrodę w postaci akceptacji społecznej. 
  - Stadium 3 – orientacja "dobrego chłopca/dziewczyny". Jednostka ma nastawienie transakcyjne, stara się działać tak aby wypełniać normy i oczekiwania społeczne. Nie jest w stanie racjonalnie uzasadnić istniejących norm moralnych.
  - Stadium 4 – orientacja prawa i porządku. Jednostka oceniając działania bierze pod uwagę zewnętrzne normy w postaci norm prawnych i zdania osób uchodzących za autorytety społeczne. W tym stadium dominuje literalna (gramatyczna) wykładnia przepisów prawa, jak również zakaz kwestionowania autorytetów. Jest to postawa najbardziej rozpowszechniona w społeczeństwach.
- Poziom III – postkonwencjonalny (zasady moralne, ideały). Jednostka jest w stanie racjonalnie tłumaczyć występujące w danym społeczeństwie konwencje moralne. Jednostka może być autonomiczna moralnie, może porównywać własne zasady moralne z zasadami innych.
  - Stadium 5 – orientacja umowy społecznej. To, co jest słuszne, zależy od nadrzędnego celu jakim jest dobro społeczeństwa. Prawo (por. stadium 4) być interpretowane zgodnie z celem społecznym. Prawa sprzeczne z tym celem lub godzące w dobro jednostki powinny być zmienione,
  - Stadium 6 – orientacja uniwersalnych zasad sumienia. Jednostka podejmując decyzje bierze pod uwagę dobro tych, których jej działania dotkną. O postępowaniu decydują uniwersalne zasady etyczne. Jednostka uznaje prymat uniwersalnych zasad etycznych ponad literalną wykładnię norm prawnych. Jest to celowościowa wykładnia norm.